# پیتر میچورل
پیتر میچورل (زاده ۹ مه ۱۹۹۵)، بازیکن فوتبال اهل اتریش است که به عنوان هافبک برای لاسک بازی می‌کند.